# Giorgio Gregorj
Giorgio Gregorj (1885 – 1976) è stato un ingegnere e politico italiano.

## Biografia
Figlio di Gregorio Gregorj e Laura Mandruzzato, svolse la professione di ingegnere, iscritto all'Ordine degli ingegneri della Provincia di Treviso. 
Nel 1913 fu tra i fondatori della Cassa di risparmio trevigiana. Dalla fine della prima guerra mondiale si occupò, insieme al fratello Alfredo, della storica fornace Guerra Gregorj di Sant'Antonino, poi ereditata nel 1931 alla morte del padre. Nel 1936 acquistò la storica villa del XVI secolo degli Angaran delle Stelle, a Villorba, nota da questo momento anche come Villa Gregorj.
Attivo politicamente nelle file della Democrazia Cristiana, fu per due mandati sindaco di Treviso: brevemente a marzo del 1948, e una seconda volta dal 1951 al 1952.
Sposato con Linda Saccomani, ebbero quattro figli: Vincenzo, Laura, Luisa e Orietto, quest'ultimo deceduto ancora bambino.